# Grammy Award for Best Performance by a Chorus
Der Grammy Award for Best Performance by a Chorus, auf Deutsch „Grammy-Auszeichnung für die beste Darbietung durch einen Chor“, ist ein Musikpreis, der von 1961 bis 1968 von der amerikanischen Recording Academy im Bereich Popmusik verliehen wurde.

## Geschichte und Hintergrund
Die seit 1959 verliehenen Grammy Awards werden jährlich in zahlreichen Kategorien von der Recording Academy in den Vereinigten Staaten vergeben, um künstlerische Leistung, technische Kompetenz und hervorragende Gesamtleistung ohne Rücksicht auf die Album-Verkäufe oder Chart-Position zu würdigen.
Eine dieser Kategorien war der Grammy Award for Best Performance by a Chorus. Der Preis wurde von 1961 bis 1968 vergeben. Unter einem Chor wurde dabei eine Gesangsgruppe von mehr als sechs Sängern verstanden. Parallel wurde in diesen Jahren (für zwei bis sieben Sänger) der Grammy Award for Best Performance by a Vocal Group verliehen. Vor 1961 wurden beide Kategorien gemeinsam als Grammy Award for Best Performance by a Vocal Group or Chorus ausgezeichnet. Ab dem Jahr 1966 gab es einige Jahre eine Überlappung mit der Kategorie Grammy Award for Best Pop Performance by a Duo or Group with Vocal, die bis zum Jahr 2011 vergeben wurde. In den Jahren 1969 und 1970 gab es außerdem die ebenfalls der Popmusik zugeordnete Kategorie Grammy Award for Best Contemporary Performance by a Chorus.

## Gewinner und Nominierte
| Jahr | Gewinner                                                                                    | Nationalität       | Werk                                              | Nominierte | Bild des/der Gewinner(s) |
| ---- | ------------------------------------------------------------------------------------------- | ------------------ | ------------------------------------------------- | --- | ------------------------ |
| 1961 | Norman Luboff (Chorleiter) (gesungen vom Norman Luboff Chor)                                | Vereinigte Staaten | Songs of the Cowboy                               | - Belafonte Returns to Carnegie Hall – The Belafonte Folk Singers - Deep Night – The Ray Charles Singers - My Favorite Things – The Pete King Chorale - What Wondrous Love – Robert Shaw Chorale |                          |
| 1962 | Johnny Mann Singers (gesungen von den Johnny Mann Singers und dem The Si Zentner Orchestra) | Vereinigte Staaten | Great Band With Great Voices                      | - At Home and Abroad – The Belafonte Folk Singers - Hey! Look Me Over – The Pete King Chorale & Orchestra - This Is Norman Luboff! – The Norman Luboff Choir - A Song at Twilight – Roger Wagner Chorale |                          |
| 1963 | The New Christy Minstrels                                                                   | Vereinigte Staaten | Presenting The New Christy Minstrels              | - Consider Yourself – The Pete King Chorale - A Choral Spectacular – The Norman Luboff Choir (Norman Luboff, Chorleiter) - Great Band with Great Voices... Swing the Great Voices of the Great Bands – Johnny Mann Singers and the Si Zentner Orchestra - The Waring Blend – Fred Waring & The Pennsylvanians |                          |
| 1964 | The Swingle Singers                                                                         | Vereinigte Staaten | Bach’s Greatest Hits                              | - Charade – Henry Mancini & His Orchestra with Chorus - The Joy of Christmas – Mormon Tabernacle Choir - Green, Green – The New Christy Minstrels - The Many Moods of Christmas – Robert Shaw Chorale |                          |
| 1965 | The Swingle Singers                                                                         | Vereinigte Staaten | The Swingle Singers Going Baroque                 | - Love Me with All Your Heart – The Ray Charles Singers - Artistry in Voices and Brass – Stan Kenton Orchestra: Chor von Pete Rugolo - Dear Heart – The Henry Mancini Orchestra & Chorus - Don’t Let the Rain Come Down (Crooked Little Man) – The Serendipity Singers                                        |                          |
| 1966 | Ward Swingle (Chorleiter) (gesungen von The Swingle Singers)                                | Vereinigte Staaten | Anyone for Mozart?                                | - Jazz Suite on the Mass Texts – Paul Horn und Chor - Dear Heart and Other Songs about Love – Orchester und Chor von Henry Mancini - Chim Chim Cher-ee and Other Happy Songs – The New Christy Minstrels - On Broadway – Robert Shaw Chorale & Orchestra                                                      |                          |
| 1967 | Ray Conniff (Chorleiter) (gesungen von Ray Conniff Singers)                                 | Vereinigte Staaten | Somewhere My Love (Lara’s Theme aus Dr. Schiwago) | - Basie Swingin’ Voices Singin’ – Count Basie mit den Alan Copeland Singers - Henry Mancini Presents the Academy Award Songs – Henry Mancini, Orchester und Chor - A Man and a Woman – The Johnny Mann Singers - Rococo Á Go Go – The Swingle Singers                                                         |                          |
| 1968 | Johnny Mann Singers                                                                         | Vereinigte Staaten | Up, Up and Away                                   | - Blame It on Me – The Ray Charles Singers - Windy – The Percy Faith Chor & Orchester - Wish Me a Rainbow – Living Voices - Encounter – Swingle Singers with Modern Jazz Quartet |                          |